# 薪資報酬委員會
薪資報酬委員會，簡稱薪酬委員會，係依2010年11月通過的臺灣證券交易法第14條之6第1項修正條文，規定上市公司或上櫃公司應設置的委員會，職能主要是提高公司治理，定期檢討董事、監察人及經理人績效評估與薪資報酬之政策、制度、標準與結構，以避免有公司的董事、監察人及經理人的薪資報酬與公司績效不對稱，讓企業的薪酬制度更透明公平化，以維護股東的權益。已依證券交易法設有獨立董事的公司，其薪資報酬委員會最少應有獨立董事一人參加，並由其擔任召集人及會議主席。金融監督管理委員會對於違反「薪資報酬委員會設置及行使職權辦法」的公司，將於證券交易法增訂罰則。

## 成員資格
應至少具備5年以上工作經驗，且具有下列其中一項的專業資格：
- 商務、法務、財務、會計或公司業務所需相關科系之公私立大專院校講師以上。
- 法官、檢察官、律師、會計師或其他與公司業務所需之國家考試及格領有證書之專門職業及技術人員。
- 具有商務、法務、財務、會計或公司業務所需之工作經驗。[7]

## 外部連結
- 薪酬委員會的角色扮演及運作建議 （页面存档备份，存于）
- 落實風險治理,建立法遵機制 （页面存档备份，存于）
- 公司治理守則鼓勵券商設吹哨者制度 （页面存档备份，存于）
- 審計、薪酬職務 獨董法定職權 （页面存档备份，存于）
- . 金融監督管理委員會. 2019-03-19  [2019-06-17]. （原始内容存档于2019-08-01）.
- . 證券櫃檯買賣中心.   [2019-06-17]. （原始内容存档于2019-08-01） （中文）.